# Mezzoldo
Mezzoldo – miejscowość i gmina we Włoszech, w regionie Lombardia, w prowincji Bergamo.
Według danych na styczeń 2009 gminę zamieszkiwało 197 osób przy gęstości zaludnienia 10,5 os./1 km².